# Jokeren
Jokeren (* 18. Juni 1973 in Kopenhagen-Nørrebro; eigentlicher Name Jesper Dahl) ist ein dänischer Rapper, Drehbuchautor und Musikproduzent.

## Biografie

### Frühe Jahre
Jokeren alias Jesper Dahl wuchs in einem akademisch/gutbürgerlichen Elternhaus auf und schloss seine Schulkarriere mit einem HF-Examen (vergl. Fach-Abitur) ab. Schon als 12-Jähriger bildete er mit Rasmus Berg, Nicolas Kvaran und Blæs Bukki (Mitglied der dänischen Hip-Hop-Band Malk de Koijn) die Musik-Gruppe Madness For Real.

### Karriere

#### USA
Im Jahre 1992 reiste Madness For Real nach Los Angeles, um dort Musik zu machen. Dort produzierten sie, als Free-Lancer, unter anderem Künstler wie Ice Cube, Eazy-E, Rakim und Outlandish.
Nach 4 Jahren Aufenthalt in den USA kehrten sie 1996 wieder nach Dänemark zurück. Die Band benannte sich in Den Gale Pose um und war mit ihrem frischen und innovativen Style in Dänemark sehr erfolgreich.

#### Solo
Im Jahr 2003 brachte Jokeren sein erstes Soloalbum Alpha Han auf den Markt. Das Album wurde von den Kritikern in Dänemark hoch gelobt, vor allem für die innovativen Texte. Er selbst bezeichnet sich als "rhythmischen Poet".
Später im Jahr veröffentlichte er das Buch Storby Stodder, dass seine gesammelten Lyriks von 1994 bis 2003 beinhaltet. 2005 gründete er mit Universal Music sein eigenes Plattenlabel namens Flamingo Records. Die Plattenfirma fördert neuer Talente in der dänischen Musikszene. Sein zweites Album Gigolo Jesus wurde im Jahr 2005 veröffentlicht. 2006 gab er sein Debüt als Schauspieler im dänischen Film Fidibus.

## Diskografie

### Alben
- 2003: Alpha Han
- 2005: Gigolo Jesus
- 2007: Bums 4 Real
- 2009: Den tørstige tigter
- 2014: Dansker

### Singles
- 2011: Jeg vil altid (elske dig for evigt)